# Friedrich Gutmann

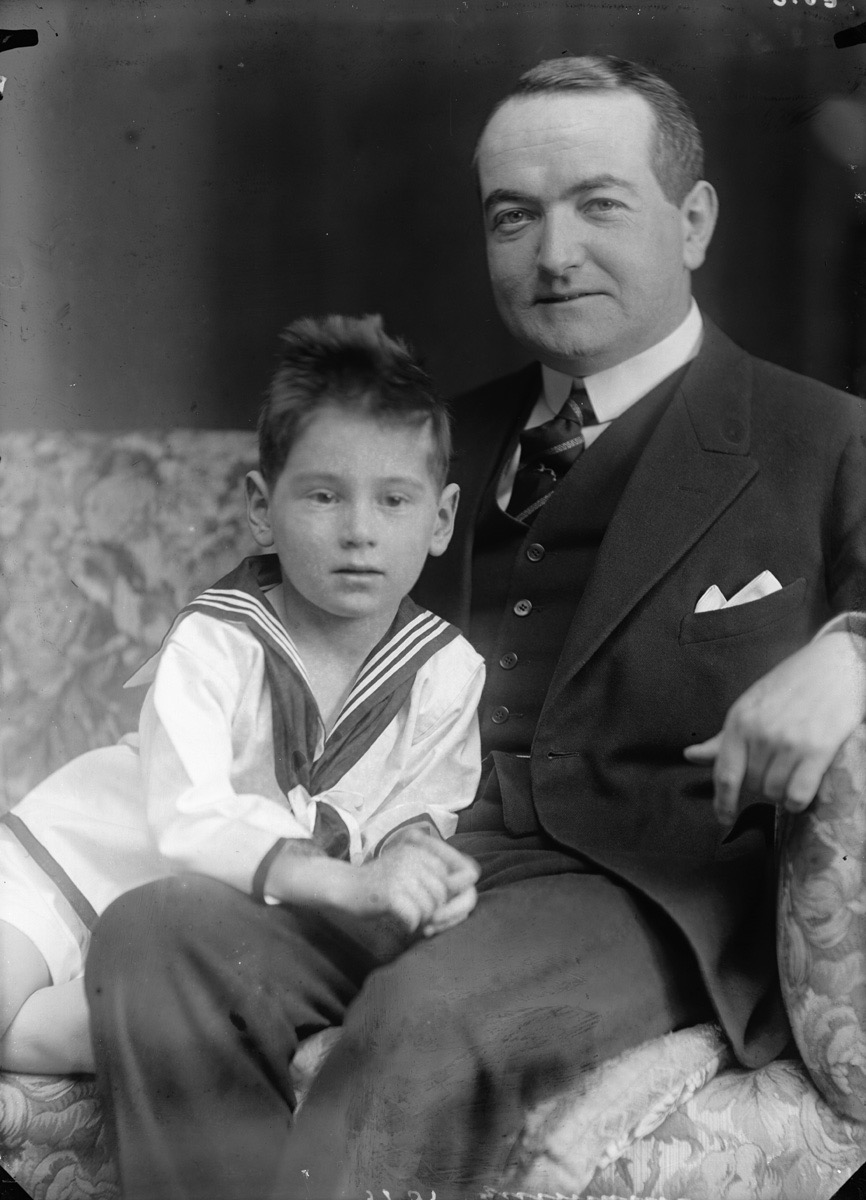
Friedrich Gutmann mit Sohn Bernhard (1923)

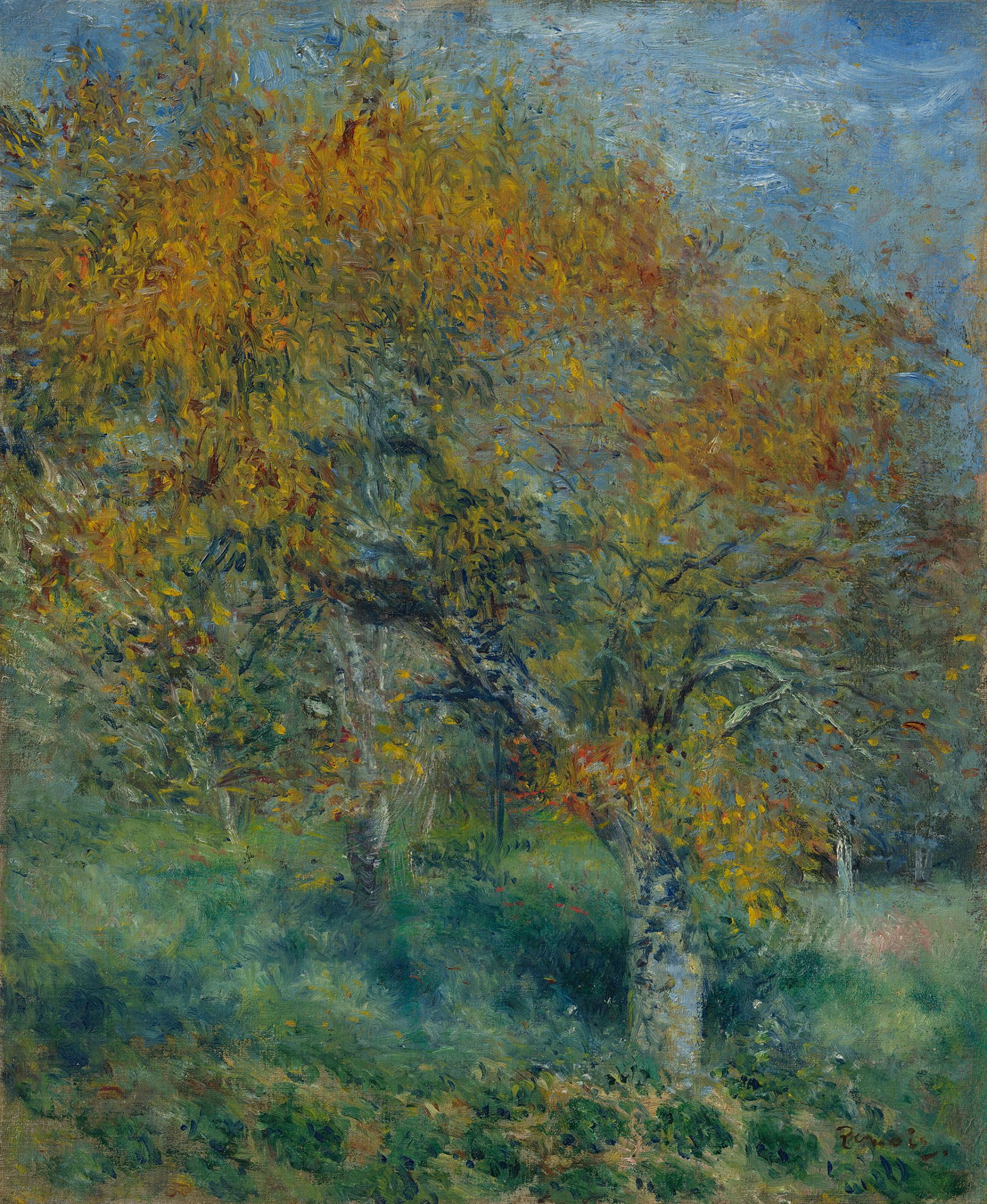
1940/41 beschlagnahmtes Gemälde „Der Birnbaum“ von Pierre-Auguste Renoir aus der Sammlung Gutmann, 1877, Museum Barberini

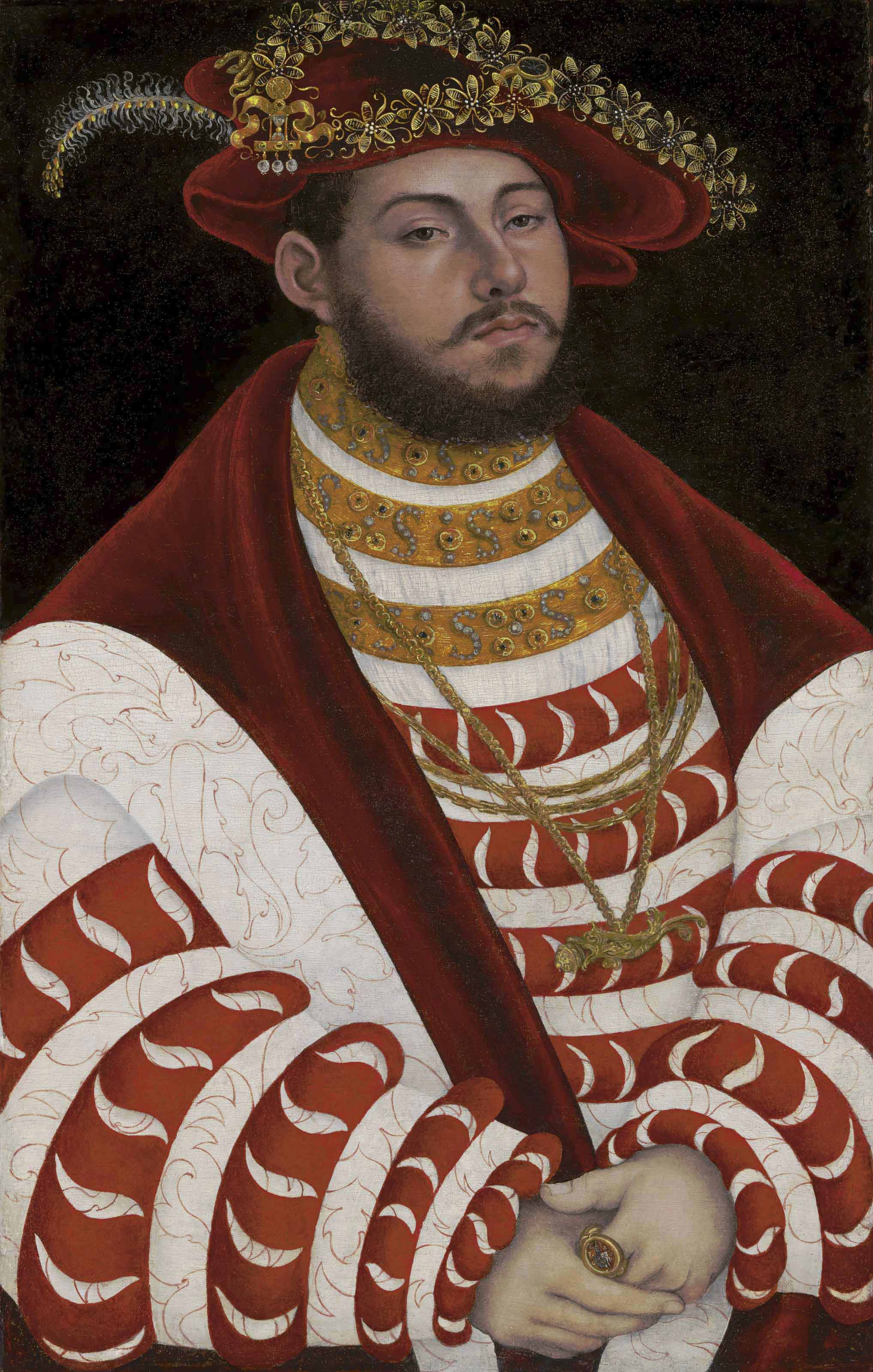
Lucas Cranach der Ältere, Johann Friedrich I. von Sachsen

Friedrich („Fritz“) Bernhard Eugen Gutmann (geboren 15. November 1886 in Berlin; gestorben 13. April 1944 im Konzentrationslager Theresienstadt) war ein niederländischer Bankier und Kunstsammler. Er und seine Frau wurden von den Nationalsozialisten ermordet und Teile seiner Kunstsammlung von der deutschen Besatzungsmacht gestohlen.

## Leben und Wirken
Er war der Sohn von Eugen Gutmann (1840–1925) und dessen Ehefrau Sophie geborene Magnus (1852–1915). Sein Vater hatte 1872 die Dresdner Bank gegründet und entwickelte sie zu einem großen deutschen Finanzunternehmen mit internationaler Bedeutung. In dieser Zeit sammelte er viele Kunstwerke, darunter Gemälde und eine berühmte Gold- und Silbersammlung aus der Renaissance.
Friedrich wurde von seinem Vater als Geschäftsführer der britischen Filiale der Dresdner Bank in London eingesetzt. Während des Ersten Weltkriegs wurde er auf der Isle of Man interniert, konnte aber 1918 nach Amsterdam emigrieren, wo er unter dem Namen Proehl & Gutmann die Filiale der Dresdner Bank betrieb. Als jüngster Sohn von Eugen Gutmann nach seinem Bruder Herbert wurde er Familientreuhänder der väterlichen Sammlung, die er mit Gemälden alter Meister sowie impressionistischer Künstler wie Renoir und Degas erweiterte.
Nach Ausbruch des Zweiten Weltkrieges schickte Gutmann einen Teil seiner Sammlung zur sicheren Aufbewahrung nach Paris und New York und behielt den Rest auf seinem Landgut Bosbeek in Heemstede. Er betrachtete sich nicht als Jude, da er getauft war, doch die Nationalsozialisten erkannten dies nicht an. Im Frühjahr 1941 besuchte Karl Haberstock, der in Paris tätige nationalsozialistische Kunsthändler, Heemstede, um den dort verbliebenen Teil der Gutmann-Sammlung zu „kaufen“. Gutmann musste sich dem Druck beugen und viele Kunstwerke den Nationalsozialisten veräußern. Am 26. Mai 1943 kamen Vertreter der deutschen SS nach Heemstede, um das Ehepaar Gutmann abzuführen. Statt – wie ihnen mitgeteilt – nach Berlin, wurden sie in das Konzentrationslager Theresienstadt deportiert. Im April 1944 sah ein Zeuge, wie dort Gutmann zu Tode geprügelt wurde. Im Oktober 1944 wurde seine Frau in das KZ Auschwitz deportiert, wo sie ermordet wurde.
Die Sammlung Gutmann und das Schicksal von Friedrich (Fritz) Gutmann werden von seinem Enkel Simon Goodman in dem 2015 erschienenen Buch „The Orpheus Clock“ beschrieben.